# Diocese de Ipameri

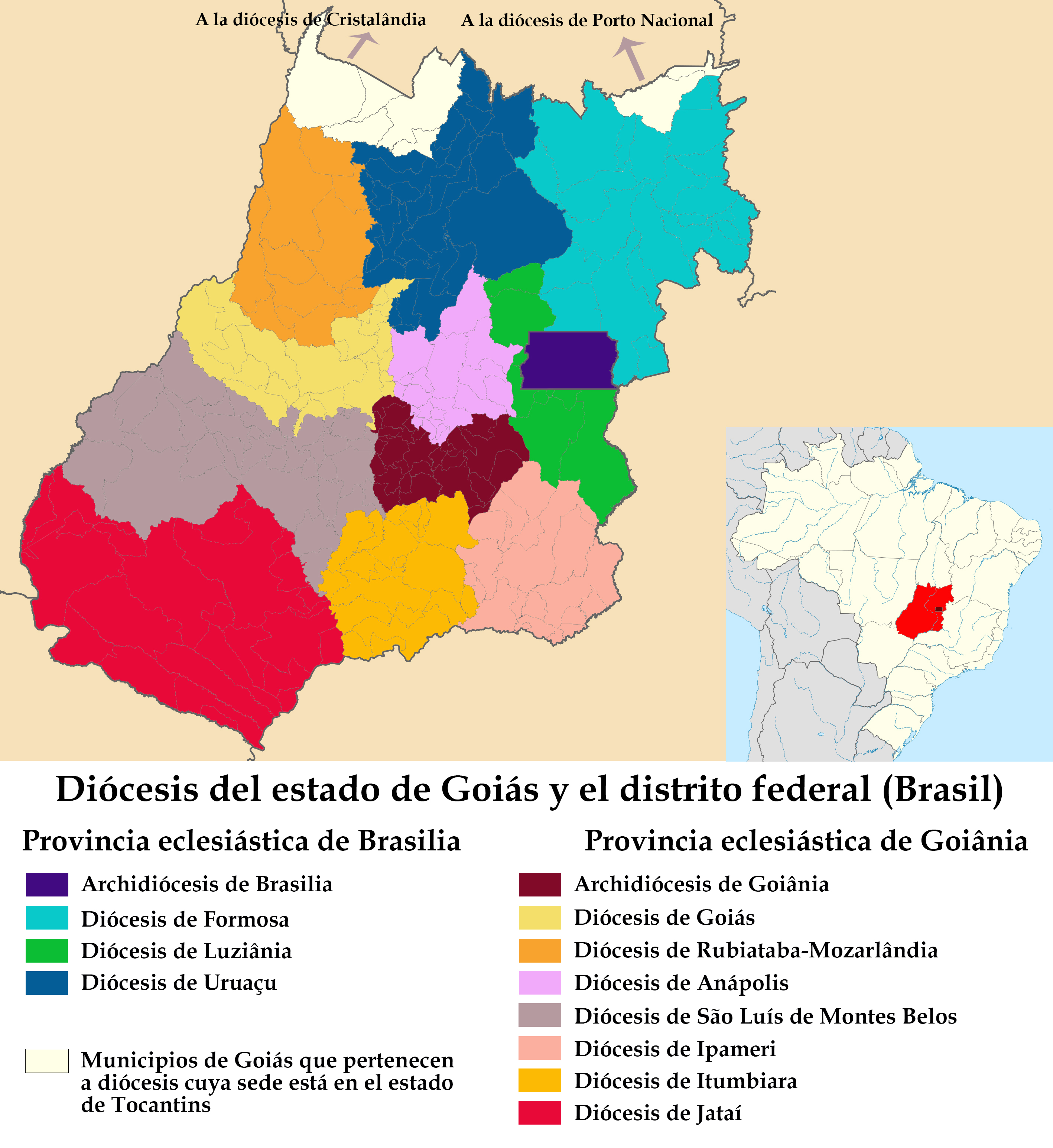
Províncias eclesiásticas da regional CNBB Centro-Oeste.

A Diocese de Ipameri (Dioecesis Ipameriensis) é uma circunscrição eclesiástica da Igreja Católica Apostólica Romana no Brasil, pertence à Província Eclesiástica de Goiânia e ao Conselho Episcopal Regional Centro - Oeste da Conferência Nacional dos Bispos do Brasil, sendo sufragânea da Arquidiocese de Goiânia. Tem como sede a Catedral Divino Espírito Santo em Ipameri, Goiás.

## História
A Diocese de Ipameri foi criada a 11 de outubro de 1966 pela Bula De animorum utilitate do Papa Paulo VI, desmembrada da Arquidiocese de Goiânia.

## Situação Geográfica
Localiza na região Sudeste do Estado de Goiás. Limita-se com a Arquidiocese de Goiânia (GO), Diocese de Paracatu (MG), Diocese de Patos de Minas (MG), Diocese de Uberlândia (MG) e Diocese de Itumbiara (GO)

## Municípios
Anhanguera, Caldas Novas, Campo Alegre de Goiás, Catalão, Corumbaíba, Cumari, Davinópolis, Goiandira, Ipameri (Sede), Marzagão, Nova Aurora, Orizona, Ouvidor, Palmelo, Pires do Rio, Rio Quente, Santa Cruz de Goiás, Três Ranchos e Urutaí.

## Bispos
Bispos locais:
|                          | Nome                                         | Período    | Notas                                      |
| Bispos                   | Bispos                                       | Bispos     | Bispos                                     |
| ------------------------ | -------------------------------------------- | ---------- | ------------------------------------------ |
| 5º                       | José Francisco Rodrigues do Rêgo             | 2019-atual | Bispo                                      |
| 4º                       | Guilherme Antônio Werlang, MSF               | 1999-2018  | Nomeado Bispo de Lages                     |
| 3º                       | Tarcísio Sebastião Batista Lopes, O.F.M.Cap. | 1986-1998  | Renuncia por idade                         |
| 2º                       | Antônio Ribeiro de Oliveira                  | 1975-1985  | Nomeado Arcebispo de Goiânia               |
| 1º                       | Gilberto Pereira Lopes                       | 1966-1975  | Nomeado Arcebispo-coadjutor de Campinas    |
| Administrador Apostólico |                                              |            |                                            |
|                          | Geraldo do Espírito Santo Ávila              | 1998-1999  | Arcebispo do Ordinariado Militar do Brasil |